# Sidła miłości (telenowela)
Sidła miłości (hiszp. Juanita, la soltera) – argentyńska telenowela z 2006 roku. W rolach głównych Gabriel Corrado i Soledad Fandiño.

## Wersja polska
W Polsce telenowela była emitowana na kanale Polsat pod koniec 2006 roku. Opracowaniem wersji polskiej serialu zajęło się Studio Publishing. Autorką tekstu była Katarzyna Michalska. Lektorem serialu był Jacek Sobieszczański.
Następnie serial emitowany był od 4 marca 2008 w TV4 od wtorku do piątku o godzinie 15:30.

## Obsada
- Gabriel Corrado jako Tomy
- Soledad Fandiño jako Juanita
- Mercedes Funes jako Rebeca
- Fabio Di Tomaso jako Renzo
- Maju Lozano jako Betty
- Mariano Iudica jako Sandro
- Muriel Santa Ana jako Perla
- Matías Santoianni jako Boris
- Marcelo Cosentino jako Clemente
- Alejandra Darín jako Martina
- Agustina Posse jako Celina
- Graciela Dufau jako Beba
- Daniel Aráoz jako Humberto
- Juan D'André jako Gonzo
- Micaela Brusco jako Vilma
- Paula Volpe jako Marlene
- Jimena Riestra jako Mechi